# Кристаллизация

Фазовые переходы первого рода на фазовой диаграмме

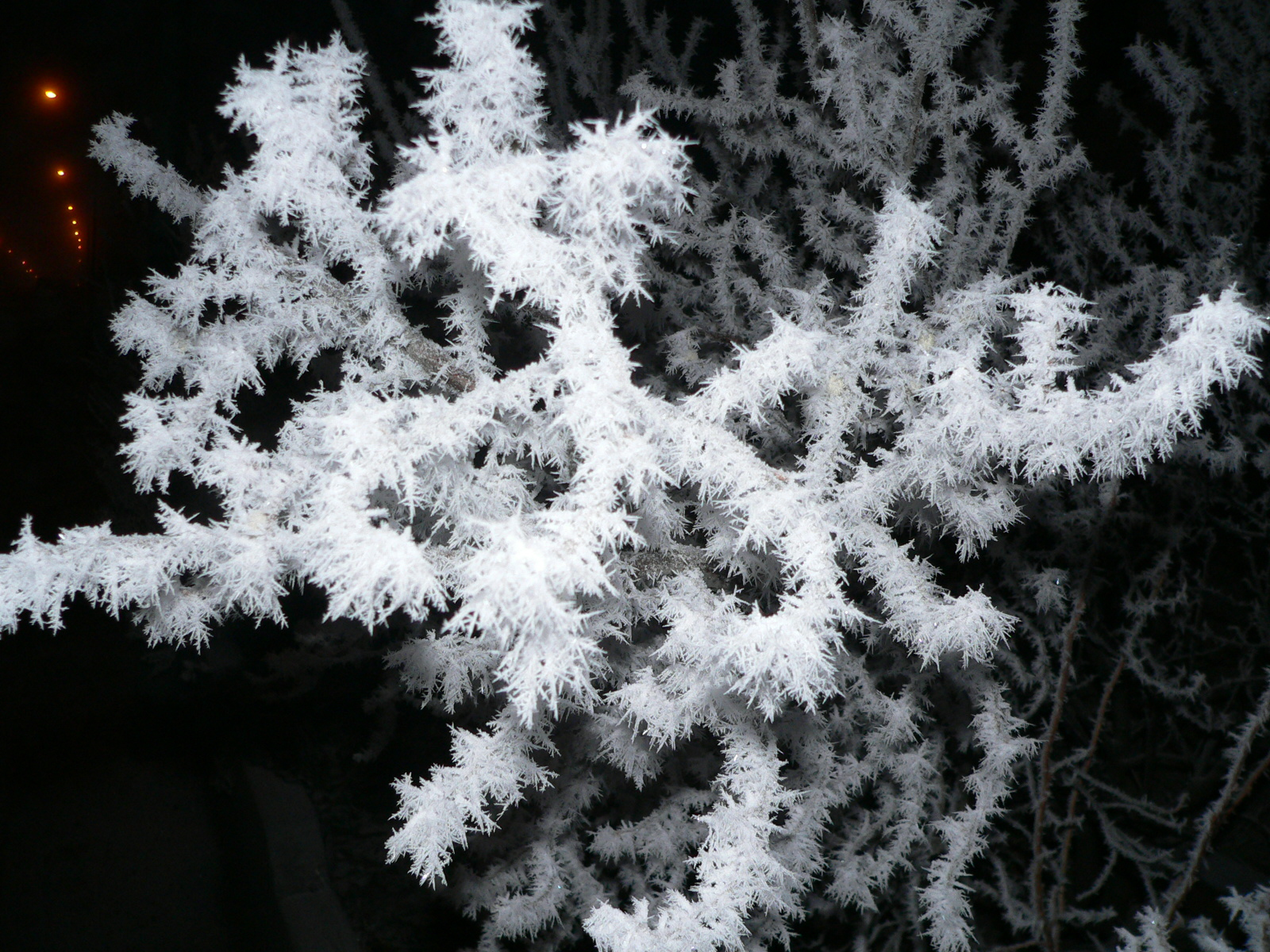
Кристаллизация воды с образованием льда

Кристаллиза́ция (от греч. κρύσταλλος, первоначально — лёд, в дальнейшем — горный хрусталь, кристалл) — процесс образования кристаллов из газов, растворов, расплавов или стёкол. Кристаллизацией называют также образование кристаллов с данной структурой из кристаллов иной структуры (полиморфные превращения) или процесс перехода из жидкого состояния в твёрдое кристаллическое. Благодаря кристаллизации происходит образование минералов и льда, зубной эмали и костей живых организмов. Одновременный рост большого количества мелких кристаллов (массовая кристаллизация) используется в металлургии и в других отраслях промышленности. В химической промышленности кристаллизация используется для получения веществ в чистом виде.
1. Процесс кристаллизации начинается только после охлаждения жидкости до определённой температуры.
2. Во время кристаллизации температура не меняется.
3. Температура кристаллизации равна температуре плавления.

При образовании кристаллов происходит фазовый переход, то есть переход вещества из одной термодинамической фазы в другую. Образование кристаллов из газов, растворов, расплавов или стёкол представляет собой фазовый переход первого рода, а кристаллизация при полиморфных превращениях может быть фазовым переходом второго рода.
Кристаллизация начинается при достижении некоторого предельного условия, например, переохлаждения жидкости или пересыщения пара, когда практически мгновенно возникает множество мелких кристалликов — центров кристаллизации. Кристаллики растут, присоединяя атомы или молекулы из жидкости или пара. Рост граней кристалла происходит послойно, края незавершённых атомных слоев (ступени) при росте движутся вдоль грани. Зависимость скорости роста от условий кристаллизации приводит к разнообразию форм роста кристаллов (многогранные, пластинчатые, игольчатые, скелетные, дендритные и другие формы, карандашные структуры и т. д.). В процессе кристаллизации неизбежно возникают различные дефекты.
На число центров кристаллизации и скорость роста значительно влияет степень переохлаждения.
Степень переохлаждения — уровень охлаждения жидкого металла ниже температуры перехода его в кристаллическую (твёрдую) модификацию. Переохлаждение необходимо для компенсации энергии скрытой теплоты кристаллизации.
Первичной кристаллизацией называется образование кристаллов в металлах (сплавах и жидкостях) при переходе из жидкого состояния в твёрдое.

## Промышленное выращивание кристаллов
В промышленности выращивание монокристаллов осуществляется следующими методами:
- Метод Чохральского — с помощью затравочного кристалла, который касается поверхности металла находящегося в жидкой фазе, атомы касаются затравочного кристалла, теряют энергию и застывают, что приводит к росту кристалла[3].
- Метод Бриджмена — металл помещают в тигель с остроконечным дном и медленно пропускают через печь, при этом процессе зародышеобразование начинается в основании острого конца, а рост монокристалла сопровождается плавным уменьшением температуры в зоне кристаллизации[3].
- Метод зонной плавки — расплавленная зона перемещается с одного конца прутка к другому[3].